# Зашков (Золочевский район)
Зашков (укр. Зашків) — село в Золочевской городской общине Золочевского района Львовской области Украины.
Население по переписи 2001 года составляло 100 человек. Занимает площадь 0,847 км². Почтовый индекс — 80736. Телефонный код — 3265.